# شیشلیک (فیلم)
شیشلیک فیلمی در ژانر کمدی به تهیه‌کنندگی محمدرضا منصوری، نویسندگی امیرمهدی ژوله و کارگردانی محمدحسین مهدویان محصول سال ۱۳۹۹ است. این فیلم اولین تجربه محمدحسین مهدویان در ژانر کمدی است. این فیلم در سی و نهمین دوره جشنواره فیلم فجر حضور داشت.

## داستان فیلم
یکی از اهالی شهرکی در حاشیه تهران، تحت تأثیر شرایط خاصی که از سوی رئیس کارخانه‌ای برایش رقم خورده‌است، طغیان کرده و در جستجوی رهایی خانواده‌اش برمی‌آید و...

## بازیگران
- رضا عطاران[۵] در نقش هاشم
- پژمان جمشیدی در نقش احمد
- جمشید هاشم‌پور در نقش پدر هاشم
- ژاله صامتی در نقش عاطفه
- وحید رهبانی در نقش معتمدی رئیس هاشم و احمد
- مه‌لقا باقری در نقش مدیر مدرسه
- عباس جمشیدی‌فر
- علی مرادی

## جشنواره‌ها
| بخش                           | نامزد          | نتیجه     | جایزه        |
| ----------------------------- | -------------- | --------- | ------------ |
| بهترین بازیگر نقش مکمل مرد    | پژمان جمشیدی   | نامزدشده  | سیمرغ بلورین |
| بهترین صدابرداری              | هادی ساعد محکم | نامزدشده  | سیمرغ بلورین |
| بهترین چهره‌پردازی             | شهرام خلج      | نامزدشده  | سیمرغ بلورین |
| بهترین فیلم از نگاه تماشاگران | محمدرضا منصوری | مساوی سوم | سیمرغ بلورین |

## تحلیل
- هوشنگ گلمکانی: «شیشلیک یک کمدی بسیار سیاه است با فیلمنامه‌ای دقیق و بازی‌ها و اجرای خوب. از چنین فیلمی، و از هیچ فیلمی، انتظار شعارهای رادیکال و «فضای-مجازی-پسند» نباید و نمی‌توان داشت.»
- مسعود فراستی: این فیلم به حدی عالی  است که فقط ضد کارگر و کار نیست بلکه ضد انسان است و برخلاف ظاهر انتقادی فیلم، طرفدار وضع موجود و لمپن بورژواها و دلالان است. من با اجازه دوستان می‌خواهم بگویم کسانی که به این فیلم می‌خندند باید فکری برای خودشان کنند چون وضع‌شان خیلی خراب است! فقط شکم‌سیران می‌توانند به این فیلم بخندند، شکم‌سیرانی که با پول دلالی و کثیف می‌توانند سرپا باشند. فرم در این فیلم جایی ندارد و در مورد نیمچه تکنیک سطح پایینش بعداً وارد بحث می‌شوم.[۶]— مسعود فراستی، مسعود فراستی
- روزنامه کیهان: شیشلیک یک فاجعه در کارگردانی است، زور می‌زند خودش را پشت مشتی بیانیه و فحش سیاسی پنهان کند. شیشلیک مملو از پلان‌های بی‌سروته و بی‌هویت است.[۷]